# Campiglossa basalis
Campiglossa basalis är en tvåvingeart som först beskrevs av Chen 1938.  Campiglossa basalis ingår i släktet Campiglossa och familjen borrflugor. Inga underarter finns listade.